# Тринити-колледж (Дублин)
Тринити-колледж (Дублин) (TCD) (ирл. Coláiste na Tríonóide, англ. Trinity College, Dublin) был основан в 1592 году королевой Елизаветой I, и является частью Дублинского университета.
Полное название — Колледж Королевы Елизаветы Святой и Нераздельной Троицы около Дублина (англ. College of the Holy and Undivided Trinity of Queen Elizabeth near Dublin)

## История
Тринити-колледж расположен в центре Дублина, Ирландия. Он занимает площадь в 190 000 м², на которой располагается множество как старых, так и новых построек, расположенных вокруг больших дворов (известных как «квадраты»), и два игровых поля.
В состав Тринити-колледжа входят шесть факультетов: гуманитарный, филологический, бизнеса, экономики и социальных наук, инженерного дела и кибернетики, медицины и естественных наук.

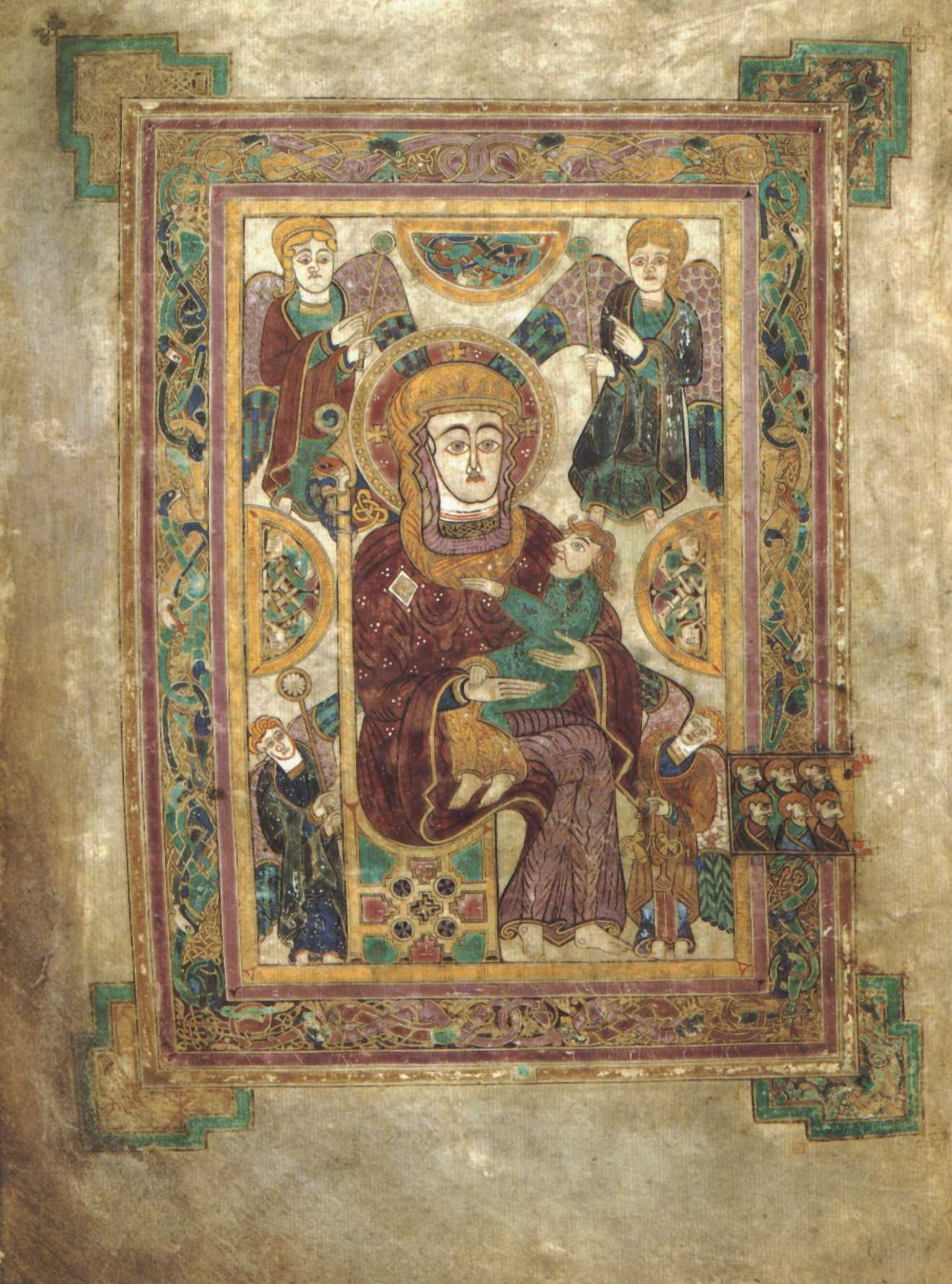
Келлская книга, ок. 800 г., знаменитая книга библиотеки Тринити-колледжа

Тринити-колледж и Университет Дублина — старейшие и самые престижные высшие учебные заведения Ирландии. Один из семи древних университетов Британии и Ирландии, а также старейший из сохранившихся университетов Ирландии. Считается самым престижным университетом Ирландии и одним из самых элитных учебных заведений в Европе. Колледж особенно известен в области права, литературы и гуманитарных наук.
В 1592 году небольшая группа жителей Дублина, получив письмо от королевы Елизаветы, основала колледж в заброшенном монастыре Всех Святых, находившемся на юго-востоке от городских стен. Первым ректором университета стал архиепископ Дублина Адам Лофтус.
Спустя время город разросся в южном направлении и университет стал его частью. Главное здание университета стали строить спустя столетие после основания.
Женщины были допущены в колледж в качестве полноценных студенток в 1904 году, Тринити-колледж был первым из старых университетов Европы, сделавших этот шаг.
С 1970 года в колледж допустили католиков.
Для поступления в этот университет необходимо представить аттестат о среднем образовании, который соответствовал бы ирландскому сертификату об окончании школы или британским аттестатам о среднем образовании GCSE или A-level.

## Репутация

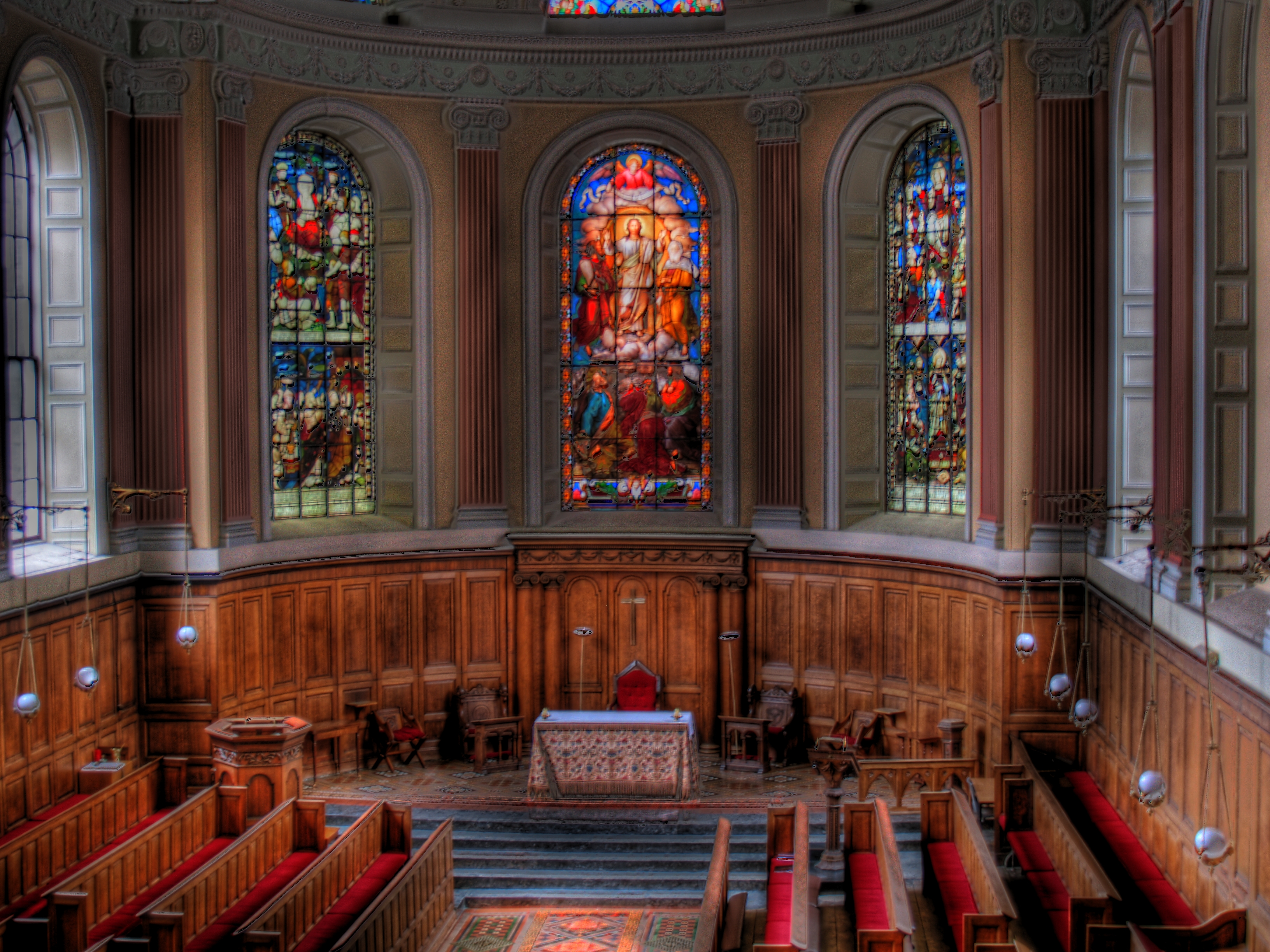
Интерьер часовни Тринити-колледжа

Тринити-колледж — один из семи старейших университетов англоговорящего мира и единственный из них, расположенный вне Великобритании.

### Рейтинги
- Times Higher Education Supplement Global Ranking[9]

53-й во всём мире и 13-й в Европе, поднялся с 78-го места в мире в 2006 году, 37-й во всём мире среди гуманитарных высших учебных заведений (поднялся с 39-го в 2006 году) и единственный ирландский университет в топ-100 (в-топ 300 таковых 4).
- Financial Times MBA Ranking

70-й в мире, 1-й в Ирландии и 10-й по международной мобильности  выпускников и отдаче от вложенных средств (в мире).
- Shanghai Jiao Tong University Ranking

201-300 глобально и 1-й в Ирландии.
- Whitefield Consulting Worldwide — European MBA Rankings 2007

16-й в Европе и 1-й в Ирландии